# جان بريخوت
جان بريخوت (29 يوليو 1911 - 1962) لاعب كرة قدم بلجيكي راحل كان يجيد اللعب في خط الهجوم.
لعب طوال مسيرته الرياضية في نادي ستاندارد لييج (1929-1936).
مثل منتخب بلجيكا في 12 مباراة مسجلا 3 أهداف (1932-1936). شارك مع منتخب بلجيكا في بطولة كأس العالم 1934 في إيطاليا حيث خرج من الدور الثمن النهائي.

## وصلات خارجية
- جان بريخوت على موقع الاتحاد الدولي (مؤرشف)  (الإنجليزية)
- جان بريخوت على موقع الاتحاد البلجيكي (الإنجليزية)
- جان بريخوت على موقع قاعدة بيانات كرة القدم.إي يو (الإنجليزية)
- جان بريخوت على موقع ناشيونال فوتبول تيمز (الإنجليزية)
- جان بريخوت على موقع Soccerway.com (الإنجليزية)
- جان بريخوت على موقع عالم كرة القدم.نت (الإنجليزية)

- سيرة ذاتية